# Being Who You Are
Being Who You Are släpptes den 23 mars 2005  på Lionheart International och är ett album av den svenska pop- och contrysångerskan Jill Johnson. Det låg som högst på fjärde plats på den svenska albumlistan.

## Låtlista
1. God Bless a Girl in Love - 3:07
2. So Much Love to Make - 3:36
3. A Little Bit More - 4:14
4. Baby You're Mine - 3:02
5. Ringing Bells - 2:50
6. When Being Who You Are - 2:56
7. The Heartache Won't Be Mine - 3:04
8. I Don't Wanna be that Girl - 3:16
9. You Can Have it All - 3:29
10. Some People are Just Not Cool - 4:01
11. (Im Not) In Love with You - 2:59
12. Without Your Love - 3:58
13. Redneck Woman - 3:33

## Medverkande
- Jill Johnson - sång
- Mattias Pedersen - trummor
- Robin Abrahamsson - bas
- Pelle Jernryd - gitarr, lap steel, banjo
- Amir Aly - dobro, wurlitzer, loops, programmering, producent

## Listplaceringar
| Lista (2005) | Topplacering |
| ------------ | ------------ |
| Sverige      | 4 .          |

### Fotnoter
1. 1 2  ”Jill Johnsons diskografi - Being Who You Are”. Arkiverad från originalet den 9 maj 2016. https://web.archive.org/web/20160509170932/http://jilljohnson.se/2005-03-23-being-who-you-are-cd/. Läst 6 maj 2016.
2. ↑  Placering på den svenska albumlistan